# Mallodon downesii
Espèce
Mallodon downesii (tarière de la tige du cacaoyer) est une espèce d'insectes coléoptères de la famille des Cerambycidae, originaire des régions tropicales d'Afrique.
L'épithète spécifique, downesii, donnée par Hope à cette espèce est un hommage à l'un de ses amis, un certain capitaine Downes, qui lui rapporta l'insecte de l'île Fernando Pó.

## Synonymes
Selon BioLib : 
- Mallodon costipenne White, 1853
- Mallodon laevipenne White, 1853
- Mallodon plagiatum Thomson, 1867
- Mallodon proximum Thomson, 1867
- Stenodontes (Mallodon) dasystomus plagiatus (Thomson) Lameere, 1902
- Stenodontes (Mallodon) downesi (Hope) Lameere, 1902
- Stenodontes (Orthomallodon) downesi (Hope) Santos Ferreira, 1980
- Mallodon spinibarbis (Linnaeus) Bertoloni, 1849

## Distribution
L'aire de répartition de Mallodon downesii s'étend sur la majeure partie de l'Afrique tropicale.
Elle comprend notamment les pays suivants :
Afrique du Sud, Angola, Bénin, Botswana, Burundi, Cameroun, République centrafricaine, Comores, Congo-Brazzaville, Congo-Kinshasa, Côte d'Ivoire, Éthiopie, Gabon, Gambie, Guinée, Guinée-Bissau, Kenya, Liberia, Madagascar, Mali, Mozambique, Namibie, Nigeria, Ouganda, Rwanda, Sao Tomé-et-Principe, Sénégal, Sierra Leone, Tanzanie, Togo, Zambie, Zimbabwe.